# Papa Eugenio I
Eugenio I (Roma, ... – Roma, 2 giugno 657) è stato il 75º papa della Chiesa cattolica dal 10 agosto 654 fino alla sua morte.

## Biografia
Nato a Roma, venne eletto papa nel 654, per esplicita volontà dell'imperatore Costante II, mentre il predecessore Martino I era ancora vivo e in viaggio verso Costantinopoli dove avrebbe subito il processo e la condanna all'esilio. Non è agevole comprendere i motivi per i quali né il clero e il popolo romano, né lo stesso Eugenio abbiano opposto resistenza alla prepotenza bizantina. Forse Eugenio, che era stato "apocrisario" (l'equivalente dell'odierno nunzio apostolico) a Costantinopoli e conosceva dunque bene quegli ambienti in quel particolare momento storico, può aver pensato che un suo rifiuto avrebbe potuto portare sul soglio pontificio un papa monotelita, ed era dunque preferibile uno "sgarbo" al suo predecessore piuttosto che un papa eretico. In ogni caso, per più di un anno si verificò la contemporaneità di due pontefici regolarmente eletti e regnanti.
Eugenio mostrò una maggior deferenza nei confronti dei desideri dell'imperatore, rispetto al suo predecessore, e non prese posizioni pubbliche contro il patriarca di Costantinopoli Pirro I, già scomunicato da papa Teodoro I, che aveva elaborato una formula teologica che completava quella già esposta nell'Ekthesis, per la cui accettazione già Pirro aveva ricevuto l'anatema dalla Chiesa di Roma. Anzi, si mostrò anche "benevolo" e disponibile ad una riammissione di Pirro nella comunità ecclesiastica, nel tentativo forse di salvare la vita di Martino che invece, in assoluta coerenza con la linea seguita a suo tempo, si mostrò assolutamente contrario alla riabilitazione del patriarca. La soggezione a Costantinopoli non si attenuò però neanche quando il nuovo patriarca, Pietro, gli inviò nel 656 un documento "di compromesso" tra le posizioni di Roma e quelle monotelite: solo un'azione di forza del clero romano lo costrinse a rifiutarla.
Morì il 2 giugno del 657 e fu sepolto in San Pietro. Venne canonizzato.

## Culto
Papa Eugenio I è venerato come santo dalla Chiesa cattolica e dalle Chiese ortodosse, e la sua memoria liturgica cade il 2 giugno, anche se, secondo Anastasio, morì il 1º giugno.
Il martirologio romano così lo ricorda:
« 2 giugno - A Roma presso san Pietro, sant'Eugenio I, papa, che succedette a san Martino martire. »
A lui è stata eretta da Papa Pio XII una basilica parrocchiale nel Quartiere Pinciano a Roma nel XX secolo.